# Ichimura-za
L'Ichimura-za (市村座) est un important théâtre kabuki à Edo (plus tard, Tokyo), pendant la plus grande partie de l'époque d'Edo et jusqu'au dans le premier tiers du XXe siècle. Ouvert en 1634, il est dirigé par des membres de la famille Ichimura pendant les presque trois siècles qui suivent jusqu'à sa disparition dans un incendie en 1932. 

## Histoire

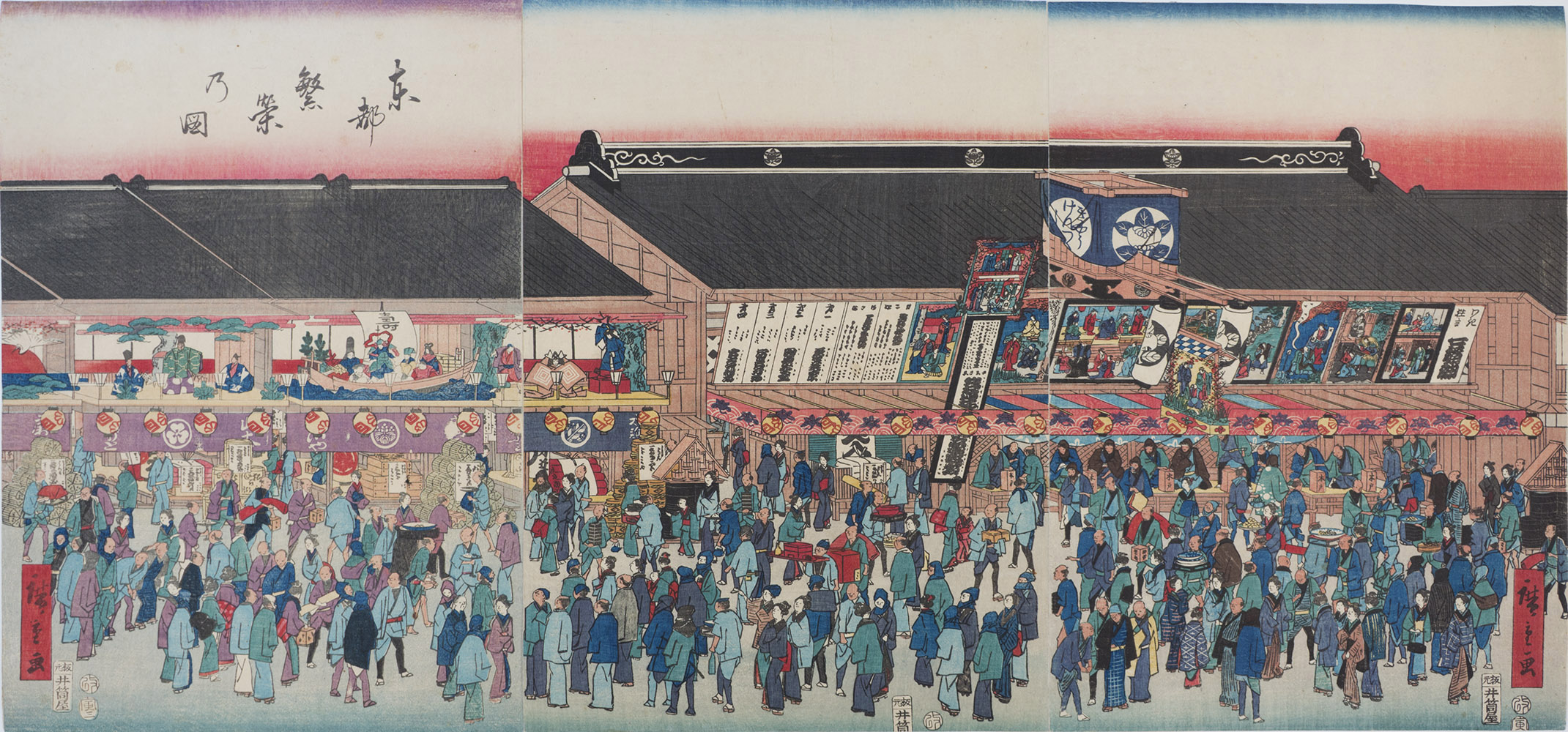
Ichimura-za, Hiroshige (1854)

Le théâtre, qui sera plus tard connu sous le nom Ichimura-za, est créé sous le nom Murayama-za par Murayama Matasaburō I en mars 1634. Après avoir été détruit par un incendie en 1641 et reconstruit, le théâtre, à présent dirigé par Murata Kuroemon, gendre de Murayama, avec l'aide d'Ichimura Uzaemon III, est renommé Ichimura-za en 1643. Uzaemon devient le directeur officiel du théâtre en 1652 à la mort de Kuroemon.
L'Ichimura-za est détruit par le feu et reconstruit de nombreuses fois au fil des ans, en particulier durant le fameux « incendie Furisode » ou grand incendie de Meireki en 1657. Ichimura Uzaemon III se retire pour devenir prêtre en 1664, laissant Ichimura Takenojō I âgé de dix ans pour successeur (zamoto) du théâtre alors renommé Ichimura-Takenojō-za pendant environ une dizaine d'années.
En 1670, le Shogunat Tokugawa limite officiellement à quatre le nombre de théâtres agréés dans la ville. L'Ichimura-Takenojō-za est autorisé ainsi que le Nakamura-za, le Morita-za et le Yamamura-za.
L'Ichimura-za sera témoin de nombreuses premières et d'importants événements historiques pour le genre kabuki. En mars 1680 a lieu la toute première représentation d'une scène sayaate, ou « compétition d'amants rivaux ». Les Batailles de Coxinga, le chef-d’œuvre de Chikamatsu Monzaemon, première pièce dérivée d'une pièce bunraku représentée à Edo, est donnée en première simultanément en 1717 au Ichimura-za et dans deux autres théâtres autorisés. Sugawara Denju Tenarai Kagami, qui reste aujourd'hui parmi les trois plus célèbres et populaires pièces kabuki, fait ses débuts au Ichimura-za en 1747.
De 1784 à 1788 et de nouveau de 1793 à 1798, l'Ichimura-za est contraint de fermer ses portes en raison de difficultés financières et cède temporairement sa licence au Kiri-za. Cet épisode, relativement courant dans le monde de kabuki, est partagé par tous les théâtres licenciés au moins une fois et dans certains cas à plusieurs reprises. L'Ichimura-za est contraint de déclarer faillite et de refermer ses portes de 1815 à 1821, période au cours de laquelle sa licence se négocie à plusieurs reprises, tandis que d'autres théâtres font aussi faillite. Il rouvre finalement sous la direction d'Ichimura Uzaemon XII.
Après que le théâtre est détruit de nouveau par un incendie en 1841 et interdit par le gouvernement de reconstruction sur son emplacement dans le voisinage de Sakai-chō, l'Ichimura-za est reconstruit et rouvre dans le quartier Saruwaka-chō d'Asakusa.
En 1871, Ichimura Uzaemon XIV, aux prises avec les dettes du théâtre, renonce à son poste de zamoto et transmet la direction de l'établissement à Fukichi Mohei qui renomme le théâtre Murayama-za une fois de plus et nomme son fils âgé de 10 ans, Murayama matasaburo, zamoto officel. Le théâtre va changer de direction et de noms deux autres fois, en Miyamoto-za en 1874 et Satsuma-za en 1875, avant d'être de nouveau détruit par un incendie et de rouvrir en 1878 une fois encore sous le nom Ichimura-za. Le théâtre, qui n'est plus contrôlé par la famille Ichimura cependant, est à présent dirigé par Ichikawa Benzō et Nakamura Zenshirō.
En 1908, le théâtre est acheté par l'entrepreneur Tamura Nariyoshi, ce qui marque le début d'un bref âge d'or pour l'établissement. Onoe Kikugorō VI et Nakamura Kichiemon I, vedettes des productions du Ichimura-za, sont extrêmement populaires et pendant dix ans contribuent au grand succès du Ichimura-za.
Un incendie détruit le théâtre pour la dernière fois le 21 mai 1932. Il n'est pas reconstruit,.

## Zamoto
Ces dates correspondent aux années pendant lesquelles les acteurs ont servi comme zamoto, c'est-à-dire directeurs du théâtre
1. Murayama Matasaburō I (1634–1641)
2. Murata Kuroemon (1641–1652)
3. Ichimura Uzaemon III (1652–1664)
4. Ichimura Takenojō I (1664–1679)
5. Ichimura Uzaemon V (1679-?)
6. Ichimura Uzaemon IX (?-1785)
7. Ichimura Uzaemon X (1785–1799)
8. Ichimura Uzaemon XII (1821–1851)
9. Ichimura Uzaemon XIII (1851-1868?)
10. Ichimura Uzaemon XIV (1868–1871)
11. Murayama Matasaburō II (1871–1874)
12. Miyamoto Kisaburō (1874)
13. Satsuma Kichiemon (1875–1876)
14. Ichikawa Benzō et Nakamura Zenshirō (1878-1908?)

## Source de la traduction
- (en) Cet article est partiellement ou en totalité issu de l’article de Wikipédia en anglais intitulé « Ichimura-za » (voir la liste des auteurs).